# 尼馬哈縣 (內布拉斯加州)
尼馬哈縣（英語：Nemaha County）是美國內布拉斯加州東南部的一個縣，東隔密蘇里河與愛阿華州。面積1,067平方公里。根據美國2000年人口普查，共有人口7,576人。縣治奧本 (Auburn)。
成立於1854年11月23日 （原名Forney，1855年3月7日改名）。縣名來自尼馬哈河 （蘇語，意義不明）。